# Recopa de Europa 1992-93
La Recopa de Europa 1992-93 fue la trigésima tercera edición de la Recopa de Europa, en la que participaron los campeones nacionales de copa en la temporada anterior. Debutaron nuevas federaciones nacionales, la mayoría de ellas fruto de las desintegraciones de la Unión Soviética y Yugoslavia. Participaron 36 clubes pertenecientes a 35 federaciones nacionales diferentes.
La final, disputada a partido único, enfrentó al Parma con el Royal Antwerp FC en el Estadio de Wembley, en Londres, donde venció el equipo italiano por 3-1.

## Ronda previa
| Equipo 1      | Agr. | Equipo 2           | Ida | Vuelta |
| ------------- | ---- | ------------------ | --- | ------ |
| Maribor       | 5–2  | Ħamrun Spartans    | 4–0 | 1–2    |
| Strømsgodset  | 0–4  | Hapoel Petah Tikva | 0–2 | 0–2    |
| Vaduz         | 1–12 | Chornomorets Odesa | 0–5 | 1–7    |
| Avenir Beggen | 2–1  | B36                | 1–0 | 1–1    |

Ida
| 19-8-1992 | Maribor                                        | 4–0     | Ħamrun Spartans | Ljudski vrt, Maribor                                       |                                                            |
|           | Šimundža 16', 30' · Tarana 49' · Binkovski 77' | Reporte |                 | Asistencia: 4,200 espectadores Árbitro(s): Bernd Heynemann | Asistencia: 4,200 espectadores Árbitro(s): Bernd Heynemann |

| 19-8-1992 | Vaduz | 0–5     | Chornomorets Odesa                                    | Gemeindesportplatz, Vaduz                                  |                                                            |
|           |       | Reporte | Tsymbalar 45' · Lebed 47' · Sak 52' · Husyev 80', 82' | Asistencia: 1,650 espectadores Árbitro(s): Ernest Kesseler | Asistencia: 1,650 espectadores Árbitro(s): Ernest Kesseler |

| 19-8-1992 | Avenir Beggen | 1–0     | B36 | Stade rue Henri Dunant, Luxembourg                     |                                                        |
|           | Krings 1'     | Reporte |     | Asistencia: 684 espectadores Árbitro(s): Marnix Sandra | Asistencia: 684 espectadores Árbitro(s): Marnix Sandra |

| 19-8-1992 | Strømsgodset | 0–2     | Hapoel Petah Tikva | Marienlyst Stadion, Drammen                              |                                                          |
|           |              | Reporte | Basson 48', 59'    | Asistencia: 1,933 espectadores Árbitro(s): Wojciech Rudy | Asistencia: 1,933 espectadores Árbitro(s): Wojciech Rudy |

Vuelta
| 2-9-1992 | Chornomorets Odesa                                                       | 7–1 (Global 12-1) | Vaduz      | Central Stadium Chornomorets, Odesa                    |                                                        |
|          | Y. Nikiforov 9', 49' (pen.) · Yablonskyi 23' · Tsymbalar 27' · Lebed 77' | Reporte           | Stöber 87' | Asistencia: 4,600 espectadores Árbitro(s): Jozef Marko | Asistencia: 4,600 espectadores Árbitro(s): Jozef Marko |

| 2-9-1992 | Ħamrun Spartans     | 2–1 (Global 2-5) | Maribor    | Centenary Stadium, Ta' Qali                                 |                                                             |
|          | J. Brincat 34', 59' | Reporte          | Tarana 38' | Asistencia: 850 espectadores Árbitro(s): Arcangelo Pezzella | Asistencia: 850 espectadores Árbitro(s): Arcangelo Pezzella |

| 2-9-1992 | B36         | 1–1 (Global 1-2) | Avenir Beggen | Gundadalur, Tórshavn                                 |                                                      |
|          | Reynheim 9' | Reporte          | Krahen 28'    | Asistencia: 665 espectadores Árbitro(s): Joe Timmons | Asistencia: 665 espectadores Árbitro(s): Joe Timmons |

| 2-9-1992 | Hapoel Petah Tikva      | 2–0 (Global 4-0) | Strømsgodset | HaUrva Stadium, Petah Tikva                              |                                                          |
|          | Levine 17' · Basson 68' | Reporte          |              | Asistencia: 1,200 espectadores Árbitro(s): Loizos Loizou | Asistencia: 1,200 espectadores Árbitro(s): Loizos Loizou |

## Rondas siguientes
|  | Primera ronda                                                                 | Primera ronda                                                                 | Primera ronda                                                                 | Primera ronda                                                                 |   |                  | Octavos de final                                            | Octavos de final                                            | Octavos de final                                            | Octavos de final                                            |  |                    | Cuartos de final                                                | Cuartos de final                                                | Cuartos de final                                                | Cuartos de final                                                |  |                    | Semifinales                                               | Semifinales                                               | Semifinales                                               | Semifinales                                               |  |       | Final                                          | Final                                          |  |
|  | 15 al 17 de septiembre de 1992 (ida) 29 de sep. al 1 de oct. de 1992 (vuelta) | 15 al 17 de septiembre de 1992 (ida) 29 de sep. al 1 de oct. de 1992 (vuelta) | 15 al 17 de septiembre de 1992 (ida) 29 de sep. al 1 de oct. de 1992 (vuelta) | 15 al 17 de septiembre de 1992 (ida) 29 de sep. al 1 de oct. de 1992 (vuelta) |   |                  | 21 de octubre de 1992 (ida) 4 de noviembre de 1992 (vuelta) | 21 de octubre de 1992 (ida) 4 de noviembre de 1992 (vuelta) | 21 de octubre de 1992 (ida) 4 de noviembre de 1992 (vuelta) | 21 de octubre de 1992 (ida) 4 de noviembre de 1992 (vuelta) |  |                    | 2 al 4 de marzo de 1993 (ida) 17 y 18 de marzo de 1993 (vuelta) | 2 al 4 de marzo de 1993 (ida) 17 y 18 de marzo de 1993 (vuelta) | 2 al 4 de marzo de 1993 (ida) 17 y 18 de marzo de 1993 (vuelta) | 2 al 4 de marzo de 1993 (ida) 17 y 18 de marzo de 1993 (vuelta) |  |                    | 6 y 7 de abril de 1993 (ida) 22 de abril de 1993 (vuelta) | 6 y 7 de abril de 1993 (ida) 22 de abril de 1993 (vuelta) | 6 y 7 de abril de 1993 (ida) 22 de abril de 1993 (vuelta) | 6 y 7 de abril de 1993 (ida) 22 de abril de 1993 (vuelta) |  |       | 12 de mayo de 1993 Estadio de Wembley, Londres | 12 de mayo de 1993 Estadio de Wembley, Londres |  |
|  |                                                                               |                                                                               |                                                                               |                                                                               |   |                  |                                                             |                                                             |                                                             |                                                             |  |                    |                                                                 |                                                                 |                                                                 |                                                                 |  |                    |                                                           |                                                           |                                                           |                                                           |  |       |                                                |                                                |  |
|  |                                                                               |                                                                               |                                                                               |                                                                               |   |                  |                                                             |                                                             |                                                             |                                                             |  |                    |                                                                 |                                                                 |                                                                 |                                                                 |  |                    |                                                           |                                                           |                                                           |                                                           |  |       |                                                |                                                |  |
|  | Miedź Legnica                                                                 | 0                                                                             | 0                                                                             | 0                                                                             |   |                  |                                                             |                                                             |                                                             |                                                             |  |                    |                                                                 |                                                                 |                                                                 |                                                                 |  |                    |                                                           |                                                           |                                                           |                                                           |  |       |                                                |                                                |  |
|  | Miedź Legnica                                                                 | 0                                                                             | 0                                                                             | 0                                                                             |   |                  |                                                             |                                                             |                                                             |                                                             |  |                    |                                                                 |                                                                 |                                                                 |                                                                 |  |                    |                                                           |                                                           |                                                           |                                                           |  |       |                                                |                                                |  |
|  | Mónaco                                                                        | 1                                                                             | 0                                                                             | 1                                                                             |   |                  |                                                             |                                                             |                                                             |                                                             |  |                    |                                                                 |                                                                 |                                                                 |                                                                 |  |                    |                                                           |                                                           |                                                           |                                                           |  |       |                                                |                                                |  |
|  | Mónaco                                                                        | 1                                                                             | 0                                                                             | 1                                                                             |   | Mónaco           | 0                                                           | 0                                                           | 0                                                           |                                                             |  |                    |                                                                 |                                                                 |                                                                 |                                                                 |  |                    |                                                           |                                                           |                                                           |                                                           |  |       |                                                |                                                |  |
|  |                                                                               |                                                                               |                                                                               |                                                                               |   | Mónaco           | 0                                                           | 0                                                           | 0                                                           |                                                             |  |                    |                                                                 |                                                                 |                                                                 |                                                                 |  |                    |                                                           |                                                           |                                                           |                                                           |  |       |                                                |                                                |  |
|  |                                                                               |                                                                               | Olympiacos                                                                    | 1                                                                             | 0 | 1                |                                                             |                                                             |                                                             |                                                             |  |                    |                                                                 |                                                                 |                                                                 |                                                                 |  |                    |                                                           |                                                           |                                                           |                                                           |  |       |                                                |                                                |  |
|  | Olympiacos                                                                    | 0                                                                             | Olympiacos                                                                    | 1                                                                             | 0 | 1                | 3                                                           | 3                                                           |                                                             |                                                             |  |                    |                                                                 |                                                                 |                                                                 |                                                                 |  |                    |                                                           |                                                           |                                                           |                                                           |  |       |                                                |                                                |  |
|  | Olympiacos                                                                    | 0                                                                             |                                                                               |                                                                               |   |                  |                                                             |                                                             |                                                             |                                                             |  |                    |                                                                 |                                                                 |                                                                 |                                                                 |  |                    |                                                           |                                                           |                                                           |                                                           |  |       |                                                |                                                |  |
|  | Chernomorets Odessa                                                           | 1                                                                             | 0                                                                             | 1                                                                             |   |                  |                                                             |                                                             |                                                             |                                                             |  |                    |                                                                 |                                                                 |                                                                 |                                                                 |  |                    |                                                           |                                                           |                                                           |                                                           |  |       |                                                |                                                |  |
|  | Chernomorets Odessa                                                           | 1                                                                             | 0                                                                             | 1                                                                             |   |                  |                                                             |                                                             |                                                             |                                                             |  | Olympiacos         | 1                                                               | 1                                                               | 2                                                               |                                                                 |  |                    |                                                           |                                                           |                                                           |                                                           |  |       |                                                |                                                |  |
|  |                                                                               |                                                                               |                                                                               |                                                                               |   |                  |                                                             |                                                             |                                                             |                                                             |  | Olympiacos         | 1                                                               | 1                                                               | 2                                                               |                                                                 |  |                    |                                                           |                                                           |                                                           |                                                           |  |       |                                                |                                                |  |
|  |                                                                               |                                                                               | Atlético de Madrid                                                            | 1                                                                             | 3 | 4                |                                                             |                                                             |                                                             |                                                             |  |                    |                                                                 |                                                                 |                                                                 |                                                                 |  |                    |                                                           |                                                           |                                                           |                                                           |  |       |                                                |                                                |  |
|  | Trabzonspor                                                                   | 2                                                                             | Atlético de Madrid                                                            | 1                                                                             | 3 | 4                | 2                                                           | 4                                                           |                                                             |                                                             |  |                    |                                                                 |                                                                 |                                                                 |                                                                 |  |                    |                                                           |                                                           |                                                           |                                                           |  |       |                                                |                                                |  |
|  | Trabzonspor                                                                   | 2                                                                             |                                                                               |                                                                               |   |                  |                                                             |                                                             |                                                             |                                                             |  |                    |                                                                 |                                                                 |                                                                 |                                                                 |  |                    |                                                           |                                                           |                                                           |                                                           |  |       |                                                |                                                |  |
|  | TPS Turku                                                                     | 0                                                                             | 2                                                                             | 2                                                                             |   |                  |                                                             |                                                             |                                                             |                                                             |  |                    |                                                                 |                                                                 |                                                                 |                                                                 |  |                    |                                                           |                                                           |                                                           |                                                           |  |       |                                                |                                                |  |
|  | TPS Turku                                                                     | 0                                                                             | 2                                                                             | 2                                                                             |   | Trabzonspor      | 0                                                           | 0                                                           | 0                                                           |                                                             |  |                    |                                                                 |                                                                 |                                                                 |                                                                 |  |                    |                                                           |                                                           |                                                           |                                                           |  |       |                                                |                                                |  |
|  |                                                                               |                                                                               |                                                                               |                                                                               |   | Trabzonspor      | 0                                                           | 0                                                           | 0                                                           |                                                             |  |                    |                                                                 |                                                                 |                                                                 |                                                                 |  |                    |                                                           |                                                           |                                                           |                                                           |  |       |                                                |                                                |  |
|  |                                                                               |                                                                               | Atlético de Madrid                                                            | 2                                                                             | 0 | 2                |                                                             |                                                             |                                                             |                                                             |  |                    |                                                                 |                                                                 |                                                                 |                                                                 |  |                    |                                                           |                                                           |                                                           |                                                           |  |       |                                                |                                                |  |
|  | Maribor                                                                       | 0                                                                             | Atlético de Madrid                                                            | 2                                                                             | 0 | 2                | 1                                                           | 1                                                           |                                                             |                                                             |  |                    |                                                                 |                                                                 |                                                                 |                                                                 |  |                    |                                                           |                                                           |                                                           |                                                           |  |       |                                                |                                                |  |
|  | Maribor                                                                       | 0                                                                             |                                                                               |                                                                               |   |                  |                                                             |                                                             |                                                             |                                                             |  |                    |                                                                 |                                                                 |                                                                 |                                                                 |  |                    |                                                           |                                                           |                                                           |                                                           |  |       |                                                |                                                |  |
|  | Atlético de Madrid                                                            | 3                                                                             | 6                                                                             | 9                                                                             |   |                  |                                                             |                                                             |                                                             |                                                             |  |                    |                                                                 |                                                                 |                                                                 |                                                                 |  |                    |                                                           |                                                           |                                                           |                                                           |  |       |                                                |                                                |  |
|  | Atlético de Madrid                                                            | 3                                                                             | 6                                                                             | 9                                                                             |   |                  |                                                             |                                                             |                                                             |                                                             |  |                    |                                                                 |                                                                 |                                                                 |                                                                 |  | Atlético de Madrid | 1                                                         | 1                                                         | 2                                                         |                                                           |  |       |                                                |                                                |  |
|  |                                                                               |                                                                               |                                                                               |                                                                               |   |                  |                                                             |                                                             |                                                             |                                                             |  |                    |                                                                 |                                                                 |                                                                 |                                                                 |  | Atlético de Madrid | 1                                                         | 1                                                         | 2                                                         |                                                           |  |       |                                                |                                                |  |
|  |                                                                               |                                                                               | Parma (v.)                                                                    | 2                                                                             | 0 | 2                |                                                             |                                                             |                                                             |                                                             |  |                    |                                                                 |                                                                 |                                                                 |                                                                 |  |                    |                                                           |                                                           |                                                           |                                                           |  |       |                                                |                                                |  |
|  | Werder Bremen                                                                 | 3                                                                             | Parma (v.)                                                                    | 2                                                                             | 0 | 2                | 1                                                           | 4                                                           |                                                             |                                                             |  |                    |                                                                 |                                                                 |                                                                 |                                                                 |  |                    |                                                           |                                                           |                                                           |                                                           |  |       |                                                |                                                |  |
|  | Werder Bremen                                                                 | 3                                                                             |                                                                               |                                                                               |   |                  |                                                             |                                                             |                                                             |                                                             |  |                    |                                                                 |                                                                 |                                                                 |                                                                 |  |                    |                                                           |                                                           |                                                           |                                                           |  |       |                                                |                                                |  |
|  | Hannover 96                                                                   | 1                                                                             | 2                                                                             | 3                                                                             |   |                  |                                                             |                                                             |                                                             |                                                             |  |                    |                                                                 |                                                                 |                                                                 |                                                                 |  |                    |                                                           |                                                           |                                                           |                                                           |  |       |                                                |                                                |  |
|  | Hannover 96                                                                   | 1                                                                             | 2                                                                             | 3                                                                             |   | Werder Bremen    | 2                                                           | 0                                                           | 2                                                           |                                                             |  |                    |                                                                 |                                                                 |                                                                 |                                                                 |  |                    |                                                           |                                                           |                                                           |                                                           |  |       |                                                |                                                |  |
|  |                                                                               |                                                                               |                                                                               |                                                                               |   | Werder Bremen    | 2                                                           | 0                                                           | 2                                                           |                                                             |  |                    |                                                                 |                                                                 |                                                                 |                                                                 |  |                    |                                                           |                                                           |                                                           |                                                           |  |       |                                                |                                                |  |
|  |                                                                               |                                                                               | Sparta Praga                                                                  | 3                                                                             | 1 | 4                |                                                             |                                                             |                                                             |                                                             |  |                    |                                                                 |                                                                 |                                                                 |                                                                 |  |                    |                                                           |                                                           |                                                           |                                                           |  |       |                                                |                                                |  |
|  | Airdrieonians                                                                 | 0                                                                             | Sparta Praga                                                                  | 3                                                                             | 1 | 4                | 1                                                           | 1                                                           |                                                             |                                                             |  |                    |                                                                 |                                                                 |                                                                 |                                                                 |  |                    |                                                           |                                                           |                                                           |                                                           |  |       |                                                |                                                |  |
|  | Airdrieonians                                                                 | 0                                                                             |                                                                               |                                                                               |   |                  |                                                             |                                                             |                                                             |                                                             |  |                    |                                                                 |                                                                 |                                                                 |                                                                 |  |                    |                                                           |                                                           |                                                           |                                                           |  |       |                                                |                                                |  |
|  | Sparta Praga                                                                  | 1                                                                             | 2                                                                             | 3                                                                             |   |                  |                                                             |                                                             |                                                             |                                                             |  |                    |                                                                 |                                                                 |                                                                 |                                                                 |  |                    |                                                           |                                                           |                                                           |                                                           |  |       |                                                |                                                |  |
|  | Sparta Praga                                                                  | 1                                                                             | 2                                                                             | 3                                                                             |   |                  |                                                             |                                                             |                                                             |                                                             |  | Sparta Praga       | 0                                                               | 0                                                               | 0                                                               |                                                                 |  |                    |                                                           |                                                           |                                                           |                                                           |  |       |                                                |                                                |  |
|  |                                                                               |                                                                               |                                                                               |                                                                               |   |                  |                                                             |                                                             |                                                             |                                                             |  | Sparta Praga       | 0                                                               | 0                                                               | 0                                                               |                                                                 |  |                    |                                                           |                                                           |                                                           |                                                           |  |       |                                                |                                                |  |
|  |                                                                               |                                                                               | Parma                                                                         | 0                                                                             | 2 | 2                |                                                             |                                                             |                                                             |                                                             |  |                    |                                                                 |                                                                 |                                                                 |                                                                 |  |                    |                                                           |                                                           |                                                           |                                                           |  |       |                                                |                                                |  |
|  | Parma                                                                         | 1                                                                             | Parma                                                                         | 0                                                                             | 2 | 2                | 1                                                           | 2                                                           |                                                             |                                                             |  |                    |                                                                 |                                                                 |                                                                 |                                                                 |  |                    |                                                           |                                                           |                                                           |                                                           |  |       |                                                |                                                |  |
|  | Parma                                                                         | 1                                                                             |                                                                               |                                                                               |   |                  |                                                             |                                                             |                                                             |                                                             |  |                    |                                                                 |                                                                 |                                                                 |                                                                 |  |                    |                                                           |                                                           |                                                           |                                                           |  |       |                                                |                                                |  |
|  | Újpest Dózsa                                                                  | 0                                                                             | 1                                                                             | 1                                                                             |   |                  |                                                             |                                                             |                                                             |                                                             |  |                    |                                                                 |                                                                 |                                                                 |                                                                 |  |                    |                                                           |                                                           |                                                           |                                                           |  |       |                                                |                                                |  |
|  | Újpest Dózsa                                                                  | 0                                                                             | 1                                                                             | 1                                                                             |   | Parma            | 0                                                           | 2                                                           | 2                                                           |                                                             |  |                    |                                                                 |                                                                 |                                                                 |                                                                 |  |                    |                                                           |                                                           |                                                           |                                                           |  |       |                                                |                                                |  |
|  |                                                                               |                                                                               |                                                                               |                                                                               |   | Parma            | 0                                                           | 2                                                           | 2                                                           |                                                             |  |                    |                                                                 |                                                                 |                                                                 |                                                                 |  |                    |                                                           |                                                           |                                                           |                                                           |  |       |                                                |                                                |  |
|  |                                                                               |                                                                               | Boavista                                                                      | 0                                                                             | 0 | 0                |                                                             |                                                             |                                                             |                                                             |  |                    |                                                                 |                                                                 |                                                                 |                                                                 |  |                    |                                                           |                                                           |                                                           |                                                           |  |       |                                                |                                                |  |
|  | Valur                                                                         | 0                                                                             | Boavista                                                                      | 0                                                                             | 0 | 0                | 0                                                           | 0                                                           |                                                             |                                                             |  |                    |                                                                 |                                                                 |                                                                 |                                                                 |  |                    |                                                           |                                                           |                                                           |                                                           |  |       |                                                |                                                |  |
|  | Valur                                                                         | 0                                                                             |                                                                               |                                                                               |   |                  |                                                             |                                                             |                                                             |                                                             |  |                    |                                                                 |                                                                 |                                                                 |                                                                 |  |                    |                                                           |                                                           |                                                           |                                                           |  |       |                                                |                                                |  |
|  | Boavista                                                                      | 0                                                                             | 3                                                                             | 3                                                                             |   |                  |                                                             |                                                             |                                                             |                                                             |  |                    |                                                                 |                                                                 |                                                                 |                                                                 |  |                    |                                                           |                                                           |                                                           |                                                           |  |       |                                                |                                                |  |
|  | Boavista                                                                      | 0                                                                             | 3                                                                             | 3                                                                             |   |                  |                                                             |                                                             |                                                             |                                                             |  |                    |                                                                 |                                                                 |                                                                 |                                                                 |  |                    |                                                           |                                                           |                                                           |                                                           |  | Parma | 3                                              |                                                |  |
|  |                                                                               |                                                                               |                                                                               |                                                                               |   |                  |                                                             |                                                             |                                                             |                                                             |  |                    |                                                                 |                                                                 |                                                                 |                                                                 |  |                    |                                                           |                                                           |                                                           |                                                           |  | Parma | 3                                              |                                                |  |
|  |                                                                               |                                                                               | Royal Antwerp                                                                 | 1                                                                             |   |                  |                                                             |                                                             |                                                             |                                                             |  |                    |                                                                 |                                                                 |                                                                 |                                                                 |  |                    |                                                           |                                                           |                                                           |                                                           |  |       |                                                |                                                |  |
|  | Levski Sofía                                                                  | 2                                                                             | Royal Antwerp                                                                 | 1                                                                             | 0 | 2                |                                                             |                                                             |                                                             |                                                             |  |                    |                                                                 |                                                                 |                                                                 |                                                                 |  |                    |                                                           |                                                           |                                                           |                                                           |  |       |                                                |                                                |  |
|  | Levski Sofía                                                                  | 2                                                                             |                                                                               |                                                                               |   |                  |                                                             |                                                             |                                                             |                                                             |  |                    |                                                                 |                                                                 |                                                                 |                                                                 |  |                    |                                                           |                                                           |                                                           |                                                           |  |       |                                                |                                                |  |
|  | Lucerna (v.)                                                                  | 1                                                                             | 1                                                                             | 2                                                                             |   |                  |                                                             |                                                             |                                                             |                                                             |  |                    |                                                                 |                                                                 |                                                                 |                                                                 |  |                    |                                                           |                                                           |                                                           |                                                           |  |       |                                                |                                                |  |
|  | Lucerna (v.)                                                                  | 1                                                                             | 1                                                                             | 2                                                                             |   | Lucerna          | 1                                                           | 1                                                           | 2                                                           |                                                             |  |                    |                                                                 |                                                                 |                                                                 |                                                                 |  |                    |                                                           |                                                           |                                                           |                                                           |  |       |                                                |                                                |  |
|  |                                                                               |                                                                               |                                                                               |                                                                               |   | Lucerna          | 1                                                           | 1                                                           | 2                                                           |                                                             |  |                    |                                                                 |                                                                 |                                                                 |                                                                 |  |                    |                                                           |                                                           |                                                           |                                                           |  |       |                                                |                                                |  |
|  |                                                                               |                                                                               | Feyenoord                                                                     | 0                                                                             | 4 | 4                |                                                             |                                                             |                                                             |                                                             |  |                    |                                                                 |                                                                 |                                                                 |                                                                 |  |                    |                                                           |                                                           |                                                           |                                                           |  |       |                                                |                                                |  |
|  | Feyenoord (v.)                                                                | 1                                                                             | Feyenoord                                                                     | 0                                                                             | 4 | 4                | 1                                                           | 2                                                           |                                                             |                                                             |  |                    |                                                                 |                                                                 |                                                                 |                                                                 |  |                    |                                                           |                                                           |                                                           |                                                           |  |       |                                                |                                                |  |
|  | Feyenoord (v.)                                                                | 1                                                                             |                                                                               |                                                                               |   |                  |                                                             |                                                             |                                                             |                                                             |  |                    |                                                                 |                                                                 |                                                                 |                                                                 |  |                    |                                                           |                                                           |                                                           |                                                           |  |       |                                                |                                                |  |
|  | Hapoel Petah-Tikvah                                                           | 0                                                                             | 2                                                                             | 2                                                                             |   |                  |                                                             |                                                             |                                                             |                                                             |  |                    |                                                                 |                                                                 |                                                                 |                                                                 |  |                    |                                                           |                                                           |                                                           |                                                           |  |       |                                                |                                                |  |
|  | Hapoel Petah-Tikvah                                                           | 0                                                                             | 2                                                                             | 2                                                                             |   |                  |                                                             |                                                             |                                                             |                                                             |  | Feyenoord          | 0                                                               | 1                                                               | 1                                                               |                                                                 |  |                    |                                                           |                                                           |                                                           |                                                           |  |       |                                                |                                                |  |
|  |                                                                               |                                                                               |                                                                               |                                                                               |   |                  |                                                             |                                                             |                                                             |                                                             |  | Feyenoord          | 0                                                               | 1                                                               | 1                                                               |                                                                 |  |                    |                                                           |                                                           |                                                           |                                                           |  |       |                                                |                                                |  |
|  |                                                                               |                                                                               | Spartak de Moscú                                                              | 1                                                                             | 3 | 4                |                                                             |                                                             |                                                             |                                                             |  |                    |                                                                 |                                                                 |                                                                 |                                                                 |  |                    |                                                           |                                                           |                                                           |                                                           |  |       |                                                |                                                |  |
|  | Spartak de Moscú                                                              | 0                                                                             | Spartak de Moscú                                                              | 1                                                                             | 3 | 4                | 5                                                           | 5                                                           |                                                             |                                                             |  |                    |                                                                 |                                                                 |                                                                 |                                                                 |  |                    |                                                           |                                                           |                                                           |                                                           |  |       |                                                |                                                |  |
|  | Spartak de Moscú                                                              | 0                                                                             |                                                                               |                                                                               |   |                  |                                                             |                                                             |                                                             |                                                             |  |                    |                                                                 |                                                                 |                                                                 |                                                                 |  |                    |                                                           |                                                           |                                                           |                                                           |  |       |                                                |                                                |  |
|  | Avenir Beggen                                                                 | 0                                                                             | 1                                                                             | 1                                                                             |   |                  |                                                             |                                                             |                                                             |                                                             |  |                    |                                                                 |                                                                 |                                                                 |                                                                 |  |                    |                                                           |                                                           |                                                           |                                                           |  |       |                                                |                                                |  |
|  | Avenir Beggen                                                                 | 0                                                                             | 1                                                                             | 1                                                                             |   | Spartak de Moscú | 4                                                           | 2                                                           | 6                                                           |                                                             |  |                    |                                                                 |                                                                 |                                                                 |                                                                 |  |                    |                                                           |                                                           |                                                           |                                                           |  |       |                                                |                                                |  |
|  |                                                                               |                                                                               |                                                                               |                                                                               |   | Spartak de Moscú | 4                                                           | 2                                                           | 6                                                           |                                                             |  |                    |                                                                 |                                                                 |                                                                 |                                                                 |  |                    |                                                           |                                                           |                                                           |                                                           |  |       |                                                |                                                |  |
|  |                                                                               |                                                                               | Liverpool                                                                     | 2                                                                             | 0 | 2                |                                                             |                                                             |                                                             |                                                             |  |                    |                                                                 |                                                                 |                                                                 |                                                                 |  |                    |                                                           |                                                           |                                                           |                                                           |  |       |                                                |                                                |  |
|  | Liverpool                                                                     | 6                                                                             | Liverpool                                                                     | 2                                                                             | 0 | 2                | 2                                                           | 8                                                           |                                                             |                                                             |  |                    |                                                                 |                                                                 |                                                                 |                                                                 |  |                    |                                                           |                                                           |                                                           |                                                           |  |       |                                                |                                                |  |
|  | Liverpool                                                                     | 6                                                                             |                                                                               |                                                                               |   |                  |                                                             |                                                             |                                                             |                                                             |  |                    |                                                                 |                                                                 |                                                                 |                                                                 |  |                    |                                                           |                                                           |                                                           |                                                           |  |       |                                                |                                                |  |
|  | Apollon Limassol                                                              | 1                                                                             | 1                                                                             | 2                                                                             |   |                  |                                                             |                                                             |                                                             |                                                             |  |                    |                                                                 |                                                                 |                                                                 |                                                                 |  |                    |                                                           |                                                           |                                                           |                                                           |  |       |                                                |                                                |  |
|  | Apollon Limassol                                                              | 1                                                                             | 1                                                                             | 2                                                                             |   |                  |                                                             |                                                             |                                                             |                                                             |  |                    |                                                                 |                                                                 |                                                                 |                                                                 |  | Spartak de Moscú   | 1                                                         | 1                                                         | 2                                                         |                                                           |  |       |                                                |                                                |  |
|  |                                                                               |                                                                               |                                                                               |                                                                               |   |                  |                                                             |                                                             |                                                             |                                                             |  |                    |                                                                 |                                                                 |                                                                 |                                                                 |  | Spartak de Moscú   | 1                                                         | 1                                                         | 2                                                         |                                                           |  |       |                                                |                                                |  |
|  |                                                                               |                                                                               | Royal Antwerp                                                                 | 0                                                                             | 3 | 3                |                                                             |                                                             |                                                             |                                                             |  |                    |                                                                 |                                                                 |                                                                 |                                                                 |  |                    |                                                           |                                                           |                                                           |                                                           |  |       |                                                |                                                |  |
|  | Cardiff City                                                                  | 1                                                                             | Royal Antwerp                                                                 | 0                                                                             | 3 | 3                | 0                                                           | 1                                                           |                                                             |                                                             |  |                    |                                                                 |                                                                 |                                                                 |                                                                 |  |                    |                                                           |                                                           |                                                           |                                                           |  |       |                                                |                                                |  |
|  | Cardiff City                                                                  | 1                                                                             |                                                                               |                                                                               |   |                  |                                                             |                                                             |                                                             |                                                             |  |                    |                                                                 |                                                                 |                                                                 |                                                                 |  |                    |                                                           |                                                           |                                                           |                                                           |  |       |                                                |                                                |  |
|  | Admira Wacker                                                                 | 1                                                                             | 2                                                                             | 3                                                                             |   |                  |                                                             |                                                             |                                                             |                                                             |  |                    |                                                                 |                                                                 |                                                                 |                                                                 |  |                    |                                                           |                                                           |                                                           |                                                           |  |       |                                                |                                                |  |
|  | Admira Wacker                                                                 | 1                                                                             | 2                                                                             | 3                                                                             |   | Admira Wacker    | 2                                                           | 4                                                           | 6                                                           |                                                             |  |                    |                                                                 |                                                                 |                                                                 |                                                                 |  |                    |                                                           |                                                           |                                                           |                                                           |  |       |                                                |                                                |  |
|  |                                                                               |                                                                               |                                                                               |                                                                               |   | Admira Wacker    | 2                                                           | 4                                                           | 6                                                           |                                                             |  |                    |                                                                 |                                                                 |                                                                 |                                                                 |  |                    |                                                           |                                                           |                                                           |                                                           |  |       |                                                |                                                |  |
|  |                                                                               |                                                                               | Royal Antwerp (t. s.)                                                         | 4                                                                             | 3 | 7                |                                                             |                                                             |                                                             |                                                             |  |                    |                                                                 |                                                                 |                                                                 |                                                                 |  |                    |                                                           |                                                           |                                                           |                                                           |  |       |                                                |                                                |  |
|  | Glenavon                                                                      | 1                                                                             | Royal Antwerp (t. s.)                                                         | 4                                                                             | 3 | 7                | 1                                                           | 2 (1)                                                       |                                                             |                                                             |  |                    |                                                                 |                                                                 |                                                                 |                                                                 |  |                    |                                                           |                                                           |                                                           |                                                           |  |       |                                                |                                                |  |
|  | Glenavon                                                                      | 1                                                                             |                                                                               |                                                                               |   |                  |                                                             |                                                             |                                                             |                                                             |  |                    |                                                                 |                                                                 |                                                                 |                                                                 |  |                    |                                                           |                                                           |                                                           |                                                           |  |       |                                                |                                                |  |
|  | Royal Antwerp (p.)                                                            | 1                                                                             | 1                                                                             | 2 (3)                                                                         |   |                  |                                                             |                                                             |                                                             |                                                             |  |                    |                                                                 |                                                                 |                                                                 |                                                                 |  |                    |                                                           |                                                           |                                                           |                                                           |  |       |                                                |                                                |  |
|  | Royal Antwerp (p.)                                                            | 1                                                                             | 1                                                                             | 2 (3)                                                                         |   |                  |                                                             |                                                             |                                                             |                                                             |  | Royal Antwerp (v.) | 0                                                               | 1                                                               | 1                                                               |                                                                 |  |                    |                                                           |                                                           |                                                           |                                                           |  |       |                                                |                                                |  |
|  |                                                                               |                                                                               |                                                                               |                                                                               |   |                  |                                                             |                                                             |                                                             |                                                             |  | Royal Antwerp (v.) | 0                                                               | 1                                                               | 1                                                               |                                                                 |  |                    |                                                           |                                                           |                                                           |                                                           |  |       |                                                |                                                |  |
|  |                                                                               |                                                                               | Steaua de Bucarest                                                            | 0                                                                             | 1 | 1                |                                                             |                                                             |                                                             |                                                             |  |                    |                                                                 |                                                                 |                                                                 |                                                                 |  |                    |                                                           |                                                           |                                                           |                                                           |  |       |                                                |                                                |  |
|  | AIK Estocolmo                                                                 | 3                                                                             | Steaua de Bucarest                                                            | 0                                                                             | 1 | 1                | 1                                                           | 4                                                           |                                                             |                                                             |  |                    |                                                                 |                                                                 |                                                                 |                                                                 |  |                    |                                                           |                                                           |                                                           |                                                           |  |       |                                                |                                                |  |
|  | AIK Estocolmo                                                                 | 3                                                                             |                                                                               |                                                                               |   |                  |                                                             |                                                             |                                                             |                                                             |  |                    |                                                                 |                                                                 |                                                                 |                                                                 |  |                    |                                                           |                                                           |                                                           |                                                           |  |       |                                                |                                                |  |
|  | Århus (v.)                                                                    | 3                                                                             | 1                                                                             | 4                                                                             |   |                  |                                                             |                                                             |                                                             |                                                             |  |                    |                                                                 |                                                                 |                                                                 |                                                                 |  |                    |                                                           |                                                           |                                                           |                                                           |  |       |                                                |                                                |  |
|  | Århus (v.)                                                                    | 3                                                                             | 1                                                                             | 4                                                                             |   | Århus            | 3                                                           | 1                                                           | 4                                                           |                                                             |  |                    |                                                                 |                                                                 |                                                                 |                                                                 |  |                    |                                                           |                                                           |                                                           |                                                           |  |       |                                                |                                                |  |
|  |                                                                               |                                                                               |                                                                               |                                                                               |   | Århus            | 3                                                           | 1                                                           | 4                                                           |                                                             |  |                    |                                                                 |                                                                 |                                                                 |                                                                 |  |                    |                                                           |                                                           |                                                           |                                                           |  |       |                                                |                                                |  |
|  |                                                                               |                                                                               | Steaua de Bucarest (v.)                                                       | 2                                                                             | 2 | 4                |                                                             |                                                             |                                                             |                                                             |  |                    |                                                                 |                                                                 |                                                                 |                                                                 |  |                    |                                                           |                                                           |                                                           |                                                           |  |       |                                                |                                                |  |
|  | Bohemian                                                                      | 0                                                                             | Steaua de Bucarest (v.)                                                       | 2                                                                             | 2 | 4                | 0                                                           | 0                                                           |                                                             |                                                             |  |                    |                                                                 |                                                                 |                                                                 |                                                                 |  |                    |                                                           |                                                           |                                                           |                                                           |  |       |                                                |                                                |  |
|  | Bohemian                                                                      | 0                                                                             |                                                                               |                                                                               |   |                  |                                                             |                                                             |                                                             |                                                             |  |                    |                                                                 |                                                                 |                                                                 |                                                                 |  |                    |                                                           |                                                           |                                                           |                                                           |  |       |                                                |                                                |  |
|  | Steaua de Bucarest                                                            | 0                                                                             | 4                                                                             | 4                                                                             |   |                  |                                                             |                                                             |                                                             |                                                             |  |                    |                                                                 |                                                                 |                                                                 |                                                                 |  |                    |                                                           |                                                           |                                                           |                                                           |  |       |                                                |                                                |  |
|  | Steaua de Bucarest                                                            | 0                                                                             | 4                                                                             | 4                                                                             |   |                  |                                                             |                                                             |                                                             |                                                             |  |                    |                                                                 |                                                                 |                                                                 |                                                                 |  |                    |                                                           |                                                           |                                                           |                                                           |  |       |                                                |                                                |  |
|  |                                                                               |                                                                               |                                                                               |                                                                               |   |                  |                                                             |                                                             |                                                             |                                                             |  |                    |                                                                 |                                                                 |                                                                 |                                                                 |  |                    |                                                           |                                                           |                                                           |                                                           |  |       |                                                |                                                |  |

### Primera ronda
Ida
| 15-9-1992 | AIK                                           | 3–3     | AGF                                | Råsunda Stadium, Solna                                   |                                                          |
|           | Simpson 51' · Hallström 56' · Yevtushenko 85' | Reporte | Tøfting 15' · Christensen 36', 54' | Asistencia: 3,976 espectadores Árbitro(s): Stephen Lodge | Asistencia: 3,976 espectadores Árbitro(s): Stephen Lodge |

| 15-9-1992 | Airdrieonians | 0–1     | Sparta Prague | Broomfield Park, Airdrie                                 |                                                          |
|           |               | Reporte | Sopko 89'     | Asistencia: 5,377 espectadores Árbitro(s): Rune Pedersen | Asistencia: 5,377 espectadores Árbitro(s): Rune Pedersen |

| 15-9-1992 | Glenavon  | 1–1     | Antwerp      | Mourneview Park, Lurgan                                   |                                                           |
|           | Smith 45' | Reporte | Lehnhoff 46' | Asistencia: 2,556 espectadores Árbitro(s): Nemus Djurhuus | Asistencia: 2,556 espectadores Árbitro(s): Nemus Djurhuus |

| 15-9-1992 | Werder Bremen                 | 3–1     | Hannover 96         | Weserstadion, Bremen                                      |                                                           |
|           | Rufer 19', 28' · Bratseth 45' | Reporte | Wójcicki 26' (pen.) | Asistencia: 17,003 espectadores Árbitro(s): David Elleray | Asistencia: 17,003 espectadores Árbitro(s): David Elleray |

| 16-9-1992 | Miedź Legnica | 0–1     | Monaco       | Stadion Miejski, Legnica                                       |                                                                |
|           |               | Reporte | Djorkaeff 3' | Asistencia: 4,800 espectadores Árbitro(s): Hans-Peter Dellwing | Asistencia: 4,800 espectadores Árbitro(s): Hans-Peter Dellwing |

| 16-9-1992 | Trabzonspor        | 2–0     | TPS | Hüseyin Avni Aker Stadium, Trabzon                         |                                                            |
|           | Mandıralı 51', 65' | Reporte |     | Asistencia: 22,000 espectadores Árbitro(s): Kaj Østergaard | Asistencia: 22,000 espectadores Árbitro(s): Kaj Østergaard |

| 16-9-1992 | Maribor | 0–3     | Atlético Madrid                    | Ljudski vrt, Maribor                                    |                                                         |
|           |         | Reporte | Alfredo 26' · Luis García 42', 56' | Asistencia: 5,000 espectadores Árbitro(s): Hasan Ceylan | Asistencia: 5,000 espectadores Árbitro(s): Hasan Ceylan |

| 16-9-1992 | Levski Sofia                     | 2–1     | Luzern       | Stadion Georgi Asparuhov, Sofía                           |                                                           |
|           | Borimirov 53' · Getov 70' (pen.) | Reporte | Camenzind 9' | Asistencia: 15,000 espectadores Árbitro(s): Václav Krondl | Asistencia: 15,000 espectadores Árbitro(s): Václav Krondl |

| 16-9-1992 | Spartak Moscow | 0–0     | Avenir Beggen | Luzhniki Stadium, Moscow                                  |                                                           |
|           |                | Reporte |               | Asistencia: 5,000 espectadores Árbitro(s): Lyuben Angelov | Asistencia: 5,000 espectadores Árbitro(s): Lyuben Angelov |

| 16-9-1992 | Cardiff City | 1–1     | Admira Wacker  | Ninian Park, Cardiff                                     |                                                          |
|           | Pike 59'     | Reporte | Abfalterer 44' | Asistencia: 9,624 espectadores Árbitro(s): Jorge Coroado | Asistencia: 9,624 espectadores Árbitro(s): Jorge Coroado |

| 16-9-1992 | Bohemians | 0–0     | Steaua București | Dalymount Park, Dublín                                      |                                                             |
|           |           | Reporte |                  | Asistencia: 4,513 espectadores Árbitro(s): Gilles Veissière | Asistencia: 4,513 espectadores Árbitro(s): Gilles Veissière |

| 16-9-1992 | Liverpool                                 | 6–1     | Apollon Limassol     | Anfield, Liverpool                                           |                                                              |
|           | Stewart 4', 38' · Rush 39', 50', 55', 74' | Reporte | Špoljarić 84' (pen.) | Asistencia: 12,769 espectadores Árbitro(s): José Veiga Trigo | Asistencia: 12,769 espectadores Árbitro(s): José Veiga Trigo |

| 16-9-1992 | Feyenoord   | 1–0     | Hapoel Petah Tikva | De Kuip, Róterdam                                           |                                                             |
|           | Kiprich 89' | Reporte |                    | Asistencia: 19,359 espectadores Árbitro(s): Ernest Kesseler | Asistencia: 19,359 espectadores Árbitro(s): Ernest Kesseler |

| 16-9-1992 | Parma        | 1–0     | Újpest | Stadio Ennio Tardini, Parma                                    |                                                                |
|           | Asprilla 48' | Reporte |        | Asistencia: 11,603 espectadores Árbitro(s): Michał Listkiewicz | Asistencia: 11,603 espectadores Árbitro(s): Michał Listkiewicz |

| 17-9-1992 | Valur | 0–0     | Boavista | Laugardalsvöllur, Reykjavík                            |                                                        |
|           |       | Reporte |          | Asistencia: 715 espectadores Árbitro(s): Jef van Vliet | Asistencia: 715 espectadores Árbitro(s): Jef van Vliet |

| 17-9-1992 | Olympiacos | 0–1     | Chornomorets Odesa | Karaiskakis Stadium, Piraeus                           |                                                        |
|           |            | Reporte | Sak 4'             | Asistencia: 30,000 espectadores Árbitro(s): Brian Hill | Asistencia: 30,000 espectadores Árbitro(s): Brian Hill |

Vuelta
| 29-9-1992 | Steaua București                         | 4–0 (Global 4-0) | Bohemians | Stadionul Steaua, Bucharest                                |                                                            |
|           | Andrași 25', 34' · Vlădoiu 45' · Ion 85' | Reporte          |           | Asistencia: 3,348 espectadores Árbitro(s): Friedrich Kaupe | Asistencia: 3,348 espectadores Árbitro(s): Friedrich Kaupe |

| 29-9-1992 | Apollon Limassol | 1–2 (Global 2-8) | Liverpool                | Tsirio Stadium, Limassol                                   |                                                            |
|           | Špoljarić 60'    | Reporte          | Rush 62' · Hutchison 68' | Asistencia: 9,500 espectadores Árbitro(s): Loris Stafoggia | Asistencia: 9,500 espectadores Árbitro(s): Loris Stafoggia |

| 29-9-1992                                        | AGF        | 1–1 (Global 4-4) | AIK         | Århus Idrætspark, Århus                                   |                                                           |
|                                                  | Harder 67' | Reporte          | Simpson 20' | Asistencia: 9,000 espectadores Árbitro(s): Arturo Martino | Asistencia: 9,000 espectadores Árbitro(s): Arturo Martino |
| AGF clasifica por la regla del gol de visitante. |            |                  |             |                                                           |                                                           |

| 29-9-1992 | Admira Wacker                  | 2–0 (Global 3-1) | Cardiff City | Bundesstadion Südstadt, Maria Enzersdorf                |                                                         |
|           | Marschall 47' · Abfalterer 90' | Reporte          |              | Asistencia: 4,700 espectadores Árbitro(s): Luben Spasov | Asistencia: 4,700 espectadores Árbitro(s): Luben Spasov |

| 30-9-1992                                              | Hapoel Petah Tikva     | 2–1 (Global 2-2) | Feyenoord  | The National Stadium, Ramat Gan                          |                                                          |
|                                                        | Levine 3' · Kakoun 49' | Reporte          | Fräser 69' | Asistencia: 7,500 espectadores Árbitro(s): Sándor Piller | Asistencia: 7,500 espectadores Árbitro(s): Sándor Piller |
| Feyenoord clasifica por la regla del gol de visitante. |                        |                  |            |                                                          |                                                          |

| 30-9-1992 | Sparta Prague            | 2–1 (Global 3-1) | Airdrieonians | Stadion Letná, Praga                                     |                                                          |
|           | Vrabec 31' · Vonášek 37' | Reporte          | Black 56'     | Asistencia: 8,989 espectadores Árbitro(s): Atanas Uzunov | Asistencia: 8,989 espectadores Árbitro(s): Atanas Uzunov |

| 30-9-1992 | Chornomorets Odesa | 0–3 (Global 1-3) | Olympiacos                                   | Central Stadium Chornomorets, Odesa                        |                                                            |
|           |                    | Reporte          | Vaitsis 15' · Lytovchenko 27' · Protasov 80' | Asistencia: 26,500 espectadores Árbitro(s): Gianni Beschin | Asistencia: 26,500 espectadores Árbitro(s): Gianni Beschin |

| 30-9-1992 | TPS                     | 2–2 (Global 2-4) | Trabzonspor           | Kupittaan jalkapallostadion, Turku                         |                                                            |
|           | Kajdy 1' · Lehtonen 84' | Reporte          | Aslan 14' · Orhan 60' | Asistencia: 1,376 espectadores Árbitro(s): Hugh Williamson | Asistencia: 1,376 espectadores Árbitro(s): Hugh Williamson |

| 30-9-1992 | Monaco | 0–0 (Global 1-0) | Miedź Legnica | Stade Louis II, Mónaco                                      |                                                             |
|           |        | Reporte          |               | Asistencia: 4,538 espectadores Árbitro(s): Manuel Díaz Vega | Asistencia: 4,538 espectadores Árbitro(s): Manuel Díaz Vega |

| 30-9-1992                                           | Luzern        | 1–0 (Global 2-2) | Levski Sofia | Stadion Allmend, Lucerna                                           |                                                                    |
|                                                     | Camenzind 24' | Reporte          |              | Asistencia: 12,000 espectadores Árbitro(s): Joaquín Urío Velázquez | Asistencia: 12,000 espectadores Árbitro(s): Joaquín Urío Velázquez |
| Luzern clasifica por la regla del gol de visitante. |               |                  |              |                                                                    |                                                                    |

| 30-9-1992 | Avenir Beggen | 1–5 (Global 1-5) | Spartak Moscow                                             | Stade rue Henri Dunant, Luxembourg                       |                                                          |
|           | Novak 87'     | Reporte          | Onopko 6' · Pyatnitsky 9', 79' · Radchenko 55' · Popov 59' | Asistencia: 1,604 espectadores Árbitro(s): Sten Johanzon | Asistencia: 1,604 espectadores Árbitro(s): Sten Johanzon |

| 30-9-1992 | Hannover 96       | 2–1 (Global 3-4) | Werder Bremen    | Niedersachsenstadion, Hanover                                  |                                                                |
|           | Daschner 29', 33' | Reporte          | Rufer 18' (pen.) | Asistencia: 27,436 espectadores Árbitro(s): Mario van der Ende | Asistencia: 27,436 espectadores Árbitro(s): Mario van der Ende |

| 30-9-1992 | Antwerp                                  | 1–1 (t. s.)(3–1 p.)(Global 2-2) | Glenavon                               | Bosuilstadion, Antwerp                                    |                                                           |
|           | Kiekens 65' (pen.)                       | Reporte                         | Ferris 80'                             | Asistencia: 4,100 espectadores Árbitro(s): Heinz Holzmann | Asistencia: 4,100 espectadores Árbitro(s): Heinz Holzmann |
|           |                                          | Tiros desde el punto penal      |                                        |                                                           |                                                           |
|           | Lehnhoff · Emmerechts · Vincent · Smidts |                                 | McMullan · Crawford · Ferguson · Smith |                                                           |                                                           |

| 30-9-1992 | Atlético Madrid                                                                                 | 6–1 (Global 9-1) | Maribor      | Estadio Vicente Calderón, Madrid                        |                                                         |
|           | Alfaro 17' · Juanito 45' · Sabas 48' (pen.) · Pizo Gómez 69' · Aguilera 80' · Tarana 85' (a.g.) | Reporte          | Bičakčić 22' | Asistencia: 6,500 espectadores Árbitro(s): Gerhard Kapl | Asistencia: 6,500 espectadores Árbitro(s): Gerhard Kapl |

| 1-10-1992 | Újpest     | 1–1 (Global 1-2) | Parma    | Megyeri úti Stadion, Budapest                                      |                                                                    |
|           | Hetesi 62' | Reporte          | Grün 53' | Asistencia: 8,000 espectadores Árbitro(s): Frans Van Den Wijngaert | Asistencia: 8,000 espectadores Árbitro(s): Frans Van Den Wijngaert |

| 1-10-1992 | Boavista                     | 3–0 (Global 3-0) | Valur | Estádio Municipal Dr. Alves Vieira, Torres Novas        |                                                         |
|           | Brandão 14', 81' · Ricky 26' | Reporte          |       | Asistencia: 1,865 espectadores Árbitro(s): Eric Blareau | Asistencia: 1,865 espectadores Árbitro(s): Eric Blareau |

### Octavos de final
Ida
| 21-10-1992 | Trabzonspor | 0–2     | Atlético Madrid      | Hüseyin Avni Aker Stadium, Trabzon                         |                                                            |
|            |             | Reporte | Futre 38' · Moya 59' | Asistencia: 10,000 espectadores Árbitro(s): Aleksey Spirin | Asistencia: 10,000 espectadores Árbitro(s): Aleksey Spirin |

| 21-10-1992 | Parma | 0–0     | Boavista | Stadio Ennio Tardini, Parma                             |                                                         |
|            |       | Reporte |          | Asistencia: 8,675 espectadores Árbitro(s): Jan Damgaard | Asistencia: 8,675 espectadores Árbitro(s): Jan Damgaard |

| 21-10-1992 | Luzern    | 1–0     | Feyenoord | Stadion Allmend, Lucerna                                  |                                                           |
|            | Rueda 75' | Reporte |           | Asistencia: 11,700 espectadores Árbitro(s): Loizos Loizou | Asistencia: 11,700 espectadores Árbitro(s): Loizos Loizou |

| 21-10-1992 | Werder Bremen            | 2–3     | Sparta Prague                         | Weserstadion, Bremen                                         |                                                              |
|            | Neubarth 56' · Rufer 79' | Reporte | Sopko 25' · Dvirnyk 35' · Vonášek 90' | Asistencia: 10,747 espectadores Árbitro(s): Angelo Amendolia | Asistencia: 10,747 espectadores Árbitro(s): Angelo Amendolia |

| 21-10-1992 | Monaco | 0–1     | Olympiacos  | Stade Louis II, Mónaco                                        |                                                               |
|            |        | Reporte | Vaitsis 86' | Asistencia: 5,612 espectadores Árbitro(s): Michał Listkiewicz | Asistencia: 5,612 espectadores Árbitro(s): Michał Listkiewicz |

| 21-10-1992 | AGF                                                    | 3–2     | Steaua București             | Århus Idraetspark, Århus                                     |                                                              |
|            | Andersen 10' · Christensen 19' · M. Nielsen 76' (pen.) | Reporte | Vlădoiu 63' · Dumitrescu 85' | Asistencia: 17,500 espectadores Árbitro(s): Aron Schmidhuber | Asistencia: 17,500 espectadores Árbitro(s): Aron Schmidhuber |

| 21-10-1992 | Admira Wacker              | 2–4     | Antwerp                                  | Bundesstadion Südstadt, Maria Enzersdorf                    |                                                             |
|            | Marschall 24' · Bacher 41' | Reporte | Czerniatynski 33', 63', 74' · Segers 55' | Asistencia: 2,300 espectadores Árbitro(s): Sergei Khusainov | Asistencia: 2,300 espectadores Árbitro(s): Sergei Khusainov |

| 22-10-1992 | Spartak Moscow                                       | 4–2     | Liverpool                  | Luzhniki Stadium, Moscow                                 |                                                          |
|            | Pisarev 10' · Karpin 69', 84' (pen.) · Lediakhov 89' | Reporte | Wright 66' · McManaman 74' | Asistencia: 51,000 espectadores Árbitro(s): Rune Larsson | Asistencia: 51,000 espectadores Árbitro(s): Rune Larsson |

Vuelta
| 4-11-1992 | Sparta Prague | 1–0 (Global 4-2) | Werder Bremen | Stadion Letná, Praga                                    |                                                         |
|           | Siegl 7'      | Reporte          |               | Asistencia: 29,704 espectadores Árbitro(s): Egil Nervik | Asistencia: 29,704 espectadores Árbitro(s): Egil Nervik |

| 4-11-1992                                                    | Steaua București            | 2–1 (Global 4-4) | AGF             | Stadionul Steaua, Bucharest                             |                                                         |
|                                                              | Cristescu 83' · Vlădoiu 90' | Reporte          | Christensen 11' | Asistencia: 13,837 espectadores Árbitro(s): Ahmet Çakar | Asistencia: 13,837 espectadores Árbitro(s): Ahmet Çakar |
| Steaua Bucarest clasifica por la regla del gol de visitante. |                             |                  |                 |                                                         |                                                         |

| 4-11-1992 | Olympiacos | 0–0 (Global 1-0) | Monaco | Karaiskakis Stadium, Piraeus                                    |                                                                 |
|           |            | Reporte          |        | Asistencia: 30,500 espectadores Árbitro(s): Alphonse Constantin | Asistencia: 30,500 espectadores Árbitro(s): Alphonse Constantin |

| 4-11-1992 | Boavista | 0–2 (Global 0-2) | Parma                           | Estádio Municipal Dr. Alves Vieira, Torres Novas             |                                                              |
|           |          | Reporte          | Nogueira 12' (a.g.) · Melli 78' | Asistencia: 2,980 espectadores Árbitro(s): Hans-Jürgen Weber | Asistencia: 2,980 espectadores Árbitro(s): Hans-Jürgen Weber |

| 4-11-1992 | Atlético Madrid | 0–0 (Global 2-0) | Trabzonspor | Estadio Vicente Calderón, Madrid                       |                                                        |
|           |                 | Reporte          |             | Asistencia: 8,672 espectadores Árbitro(s): Rémi Harrel | Asistencia: 8,672 espectadores Árbitro(s): Rémi Harrel |

| 4-11-1992 | Liverpool | 0–2 (Global 2-6) | Spartak Moscow                 | Anfield, Liverpool                                           |                                                              |
|           |           | Reporte          | Radchenko 63' · Pyatnitsky 89' | Asistencia: 37,993 espectadores Árbitro(s): Manuel Díaz Vega | Asistencia: 37,993 espectadores Árbitro(s): Manuel Díaz Vega |

| 4-11-1992 | Feyenoord                                          | 4–1 (Global 4-2) | Luzern    | De Kuip, Róterdam                                       |                                                         |
|           | Taument 2' · Blinker 16' · Kiprich 55', 83' (pen.) | Reporte          | Nadig 12' | Asistencia: 27,231 espectadores Árbitro(s): Alan Snoddy | Asistencia: 27,231 espectadores Árbitro(s): Alan Snoddy |

| 4-11-1992 | Antwerp                                | 3–4 (t. s.)(Global 7-6) | Admira Wacker                                | Bosuilstadion, Antwerp                                         |                                                                |
|           | Czerniatynski 21', 97' · Severeyns 43' | Reporte                 | Bacher 46' · Abfalterer 57' · Ljung 63', 77' | Asistencia: 4,656 espectadores Árbitro(s): Zbigniew Przesmycki | Asistencia: 4,656 espectadores Árbitro(s): Zbigniew Przesmycki |

### Cuartos de final
Ida
| 2-3-1993 | Feyenoord | 0–1     | Spartak Moscow | De Kuip, Róterdam                                                  |                                                                    |
|          |           | Reporte | Pyatnitsky 36' | Asistencia: 33,187 espectadores Árbitro(s): Karl-Josef Assenmacher | Asistencia: 33,187 espectadores Árbitro(s): Karl-Josef Assenmacher |

| 3-3-1993 | Sparta Prague | 0–0     | Parma | Stadion Letná, Praga                                      |                                                           |
|          |               | Reporte |       | Asistencia: 24,900 espectadores Árbitro(s): Alfred Wieser | Asistencia: 24,900 espectadores Árbitro(s): Alfred Wieser |

| 4-3-1993 | Antwerp | 0–0     | Steaua București | Bosuilstadion, Antwerp                                |                                                       |
|          |         | Reporte |                  | Asistencia: 9,200 espectadores Árbitro(s): Vadim Zhuk | Asistencia: 9,200 espectadores Árbitro(s): Vadim Zhuk |

| 4-3-1993 | Olympiacos  | 1–1     | Atlético Madrid | O.A.K.A., Athens                                         |                                                          |
|          | Vaitsis 63' | Reporte | Moya 10'        | Asistencia: 52,000 espectadores Árbitro(s): Rune Larsson | Asistencia: 52,000 espectadores Árbitro(s): Rune Larsson |

Vuelta
| 17-3-1993 | Parma                    | 2–0 (Global 2-0) | Sparta Prague | Stadio Ennio Tardini, Parma                                   |                                                               |
|           | Melli 10' · Asprilla 33' | Reporte          |               | Asistencia: 17,942 espectadores Árbitro(s): John Blankenstein | Asistencia: 17,942 espectadores Árbitro(s): John Blankenstein |

| 17-3-1993                                            | Steaua București | 1–1 (Global 1-1) | Antwerp           | Stadionul Steaua, Bucharest                                |                                                            |
|                                                      | Dumitrescu 19'   | Reporte          | Czerniatynski 81' | Asistencia: 22,000 espectadores Árbitro(s): Leslie Mottram | Asistencia: 22,000 espectadores Árbitro(s): Leslie Mottram |
| Antwerp clasifica por la regla del gol de visitante. |                  |                  |                   |                                                            |                                                            |

| 18-3-1993 | Spartak Moscow                 | 3–1 (Global 4-1) | Feyenoord   | Eduard Streltsov Stadium, Moscú                          |                                                          |
|           | Karpin 8', 81' · Radchenko 90' | Reporte          | Kiprich 14' | Asistencia: 15,250 espectadores Árbitro(s): Joël Quiniou | Asistencia: 15,250 espectadores Árbitro(s): Joël Quiniou |

| 18-3-1993 | Atlético Madrid              | 3–1 (Global 4-2) | Olympiacos       | Estadio Vicente Calderón, Madrid                          |                                                           |
|           | Manolo 10', 58' · Alfaro 67' | Reporte          | Tsalouchidis 59' | Asistencia: 29,900 espectadores Árbitro(s): Jim McCluskey | Asistencia: 29,900 espectadores Árbitro(s): Jim McCluskey |

### Semifinales
Ida
| 6-4-1993 | Atlético Madrid | 1–2     | Parma             | Estadio Vicente Calderón, Madrid                       |                                                        |
|          | Luis García 45' | Reporte | Asprilla 57', 62' | Asistencia: 46,500 espectadores Árbitro(s): Philip Don | Asistencia: 46,500 espectadores Árbitro(s): Philip Don |

| 7-4-1993 | Spartak Moscow | 1–0     | Antwerp | Luzhniki Stadium, Moscú                                  |                                                          |
|          | Pyatnitsky 36' | Reporte |         | Asistencia: 57,000 espectadores Árbitro(s): Leif Sundell | Asistencia: 57,000 espectadores Árbitro(s): Leif Sundell |

Vuelta
| 22-4-1993 | Antwerp                                                   | 3–1 (Global 3-2) | Spartak Moscow | Bosuilstadion, Antwerp                                    |                                                           |
|           | Czerniatynski 36' · Jakovljević 67' · Lehnhoff 76' (pen.) | Reporte          | Radchenko 9'   | Asistencia: 11,128 espectadores Árbitro(s): Jorge Coroado | Asistencia: 11,128 espectadores Árbitro(s): Jorge Coroado |

| 22-4-1993                                          | Parma | 0–1 (Global 2-2) | Atlético Madrid | Stadio Ennio Tardini, Parma                                  |                                                              |
|                                                    |       | Reporte          | Sabas 77'       | Asistencia: 21,915 espectadores Árbitro(s): Aron Schmidhuber | Asistencia: 21,915 espectadores Árbitro(s): Aron Schmidhuber |
| Parma clasifica por la regla del gol de visitante. |       |                  |                 |                                                              |                                                              |

## Final
| 1  | POR | Marco Ballotta    |     |
| 2  | DEF | Antonio Benarrivo |     |
| 3  | DEF | Alberto Di Chiara |     |
| 4  | DEF | Lorenzo Minotti   |     |
| 5  | DEF | Luigi Apolloni    |     |
| 6  | MED | Georges Grün      |     |
| 7  | MED | Alessandro Melli  |     |
| 8  | MED | Danielle Zoratto  | 27' |
| 9  | MED | Marco Osio        | 66' |
| 10 | DEL | Stefano Cuoghi    |     |
| 11 | DEL | Tomas Brolin      |     |
| DT | DT  | Nevio Scala       |     |

| 1  | POR | Stevan Stojanović   |     |
| 2  | DEF | Wim Kiekens         |     |
| 3  | DEF | Nicolas Broeckaert  |     |
| 4  | DEF | Rudi Taeymans       |     |
| 5  | DEF | Rudi Smidts         |     |
| 6  | MED | Dragan Jakovljevic  | 57' |
| 7  | MED | Ronny Van Rethy     |     |
| 8  | MED | Didier Segers       | 86' |
| 9  | MED | Francis Severeyns   |     |
| 10 | DEL | Hans-Peter Lehnhoff |     |
| 11 | DEL | Alex Czerniatynski  |     |
| DT | DT  | Walter Meeuws       |     |

| 14 | MED | Gabriele Pin | 27' |
| 15 | MED | Fausto Pizzi | 66' |

| 14 | MED | Patrick Van Veirdeghem | 57' |
| 15 | MED | Noureddine Moukrim     | 86' |

|  | 9'  | Lorenzo Minotti  | 1-0 |
|  | 30' | Alessandro Melli | 2-1 |
|  | 86' | Stefano Cuoghi   | 3-1 |

|  | 12' | Francis Severeyns | 1-1 |

|  | 32' | Alberto di Chiara |

|  | 37' | Francis Severeyns  |
|  | 65' | Didier Segers      |
|  | 82' | Nicolas Broeckaert |

| Árbitro | Karl-Josef Assenmacher |

| 1  | POR | Marco Ballotta    |     |
| 2  | DEF | Antonio Benarrivo |     |
| 3  | DEF | Alberto Di Chiara |     |
| 4  | DEF | Lorenzo Minotti   |     |
| 5  | DEF | Luigi Apolloni    |     |
| 6  | MED | Georges Grün      |     |
| 7  | MED | Alessandro Melli  |     |
| 8  | MED | Danielle Zoratto  | 27' |
| 9  | MED | Marco Osio        | 66' |
| 10 | DEL | Stefano Cuoghi    |     |
| 11 | DEL | Tomas Brolin      |     |
| DT | DT  | Nevio Scala       |     |

| 1  | POR | Stevan Stojanović   |     |
| 2  | DEF | Wim Kiekens         |     |
| 3  | DEF | Nicolas Broeckaert  |     |
| 4  | DEF | Rudi Taeymans       |     |
| 5  | DEF | Rudi Smidts         |     |
| 6  | MED | Dragan Jakovljevic  | 57' |
| 7  | MED | Ronny Van Rethy     |     |
| 8  | MED | Didier Segers       | 86' |
| 9  | MED | Francis Severeyns   |     |
| 10 | DEL | Hans-Peter Lehnhoff |     |
| 11 | DEL | Alex Czerniatynski  |     |
| DT | DT  | Walter Meeuws       |     |

| 14 | MED | Gabriele Pin | 27' |
| 15 | MED | Fausto Pizzi | 66' |

| 14 | MED | Patrick Van Veirdeghem | 57' |
| 15 | MED | Noureddine Moukrim     | 86' |

|  | 9'  | Lorenzo Minotti  | 1-0 |
|  | 30' | Alessandro Melli | 2-1 |
|  | 86' | Stefano Cuoghi   | 3-1 |

|  | 12' | Francis Severeyns | 1-1 |

|  | 32' | Alberto di Chiara |

|  | 37' | Francis Severeyns  |
|  | 65' | Didier Segers      |
|  | 82' | Nicolas Broeckaert |

| Árbitro | Karl-Josef Assenmacher |

## Campeón
| Bandera de Italia       |
| Campeón Parma 1° título |

## Goleadores
La siguiente es la tabla de máximos goleadores de la Recopa de Europa 1992–93
| Lugar | Jugador             | Equipo              | Goles |
| ----- | ------------------- | ------------------- | ----- |
| 1     | Alex Czerniatynski  | Royal Antwerp       | 7     |
| 2     | Andrei Piatnitski   | Spartak Moscow      | 6     |
| 2     | Ian Rush            | Liverpool           | 5     |
| 4     | Faustino Asprilla   | Parma               | 4     |
| 4     | Torben Christensen  | AGF Aarhus          | 4     |
| 4     | Valery Karpin       | Spartak Moscow      | 4     |
| 4     | József Kiprich      | Feyenoord           | 4     |
| 4     | Yuriy Nikiforov     | Chernomorets Odessa | 4     |
| 4     | Dmitri Radchenko    | Spartak Moscow      | 4     |
| 4     | Wynton Rufer        | Werder Bremen       | 4     |
| 10    | Ion Vlădoiu         | Steaua București    | 3     |
| 10    | Johannes Abfalterer | Admira Wacker       | 3     |
| 10    | Manachem Bason      | Hapoel Petah Tikva  | 3     |
| 10    | Luis García         | Atlético Madrid     | 3     |
| 10    | Alessandro Melli    | Parma               | 3     |
| 10    | Giorgos Vaitsis     | Olympiacos          | 3     |